# Jean-Luc Martinez

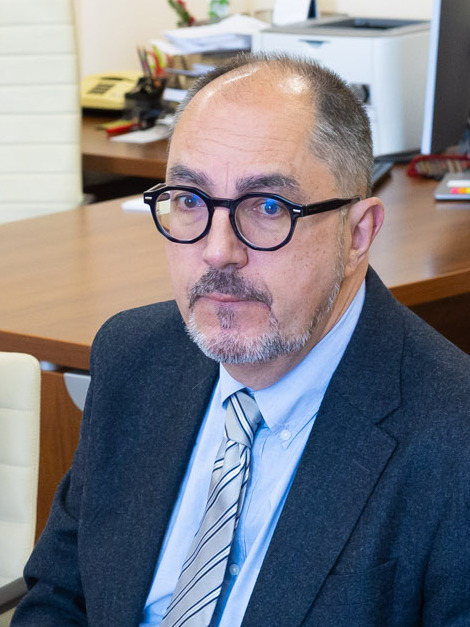
Jean-Luc Martinez (2025)

Jean-Luc Martinez (geboren am 22. März 1964 in Paris) ist ein französischer Klassischer Archäologe und war von 2013 bis 2021 Direktor des Musée du Louvre in Paris.

## Leben
Jean-Luc Martinez wuchs als Kind einer Hausmeisterin und eines Briefträgers, die aus Spanien eingewandert waren, im Département Seine-Saint-Denis in der Ile de France auf. Er besuchte die Schule in Rosny-sous-Bois und das Gymnasium in Fontenay-sous-Bois. Er studierte Kunstgeschichte und Klassische Archäologie an der École du Louvre und schloss mit einem Diplom ab. Er erhielt 1989 die Agrégation als Geschichtslehrer. Von 1993 bis 1996 war er als Stipendiat an der École française d’Athènes tätig und nahm an Grabungen auf Delos und in Delphi teil. 1997 ging er als Konservator der antiken Skulpturen an den Louvre und war dort ab 2007 in Nachfolge von Alain Pasquier als Abteilungsleiter für die Antikenabteilung (Département des antiquités grecques, étrusques et romaines) verantwortlich. Nebenher lehrte er an der École du Louvre.
Im April 2013 wurde Martinez als Nachfolger von Henri Loyrette zum Direktor des Louvre berufen und Ende August 2021 durch Laurence des Cars abgelöst. Zum 1. September 2021 wurde er zum Ambassadeur chargé de la coopération internationale dans le domaine du patrimoine ernannt.
Martinez wurde Ende 2015 zum Ritter der Ehrenlegion ernannt.
2022 wurde bekannt, dass die französische Polizei gegen Jean-Luc Martinez wegen der Verschleierung der Provenienzen fünf unrechtmäßig erworbener ägyptischen Antiken ermittelt. Vorgeworfen wird ihm Geldwäsche und Mittäterschaft im Zusammenhang mit Bandenkriminalität. Er wurde deswegen vorübergehend festgenommen. Er soll Objekte im Wert von mehr als 50 Mio. Euro an den Louvre Abu Dhabi vermittelt haben. Die Objekte seien während des „Arabischen Frühlings“ 2011 illegal ausgegraben und in den Handel gebracht worden.

## Schriften (Auswahl)
- La Dame d’Auxerre. Éditions de la Réunion des Musées Nationaux, Paris 2000, ISBN 2-7118-4064-6.
- mit Alain Pasquier: 100 chefs-d’œuvre de la sculpture grecque au Louvre. Musée du Louvre éditions, Paris 2007.
- La Grèce au Louvre. Musée du Louvre, Somogy, Paris 2010, ISBN 978-2-7572-0388-0.
- mit Marianne Hamiaux, Ludovic Laugier: La Victoire de Samothrace. Redécouvrir un chef-d’oeuvre. Musée du Louvre, Somogy Editions d’art, Paris 2014, ISBN 978-2-7572-0901-1.